# Kisłowodzki Park Narodowy
Kisłowodzki Park Narodowy (ros. Кисловодский национальный парк) – park narodowy w południowej części Kraju Stawropolskiego w Rosji. Znajduje się w uzdrowisku Kisłowodzk, a jego obszar wynosi 9,66 km². Dekretem rządu Federacji Rosyjskiej z dnia 2 czerwca 2016 roku dotychczasowy park uzdrowiskowy w Kisłowodzku, założony w 1823 roku, otrzymał status parku narodowego.

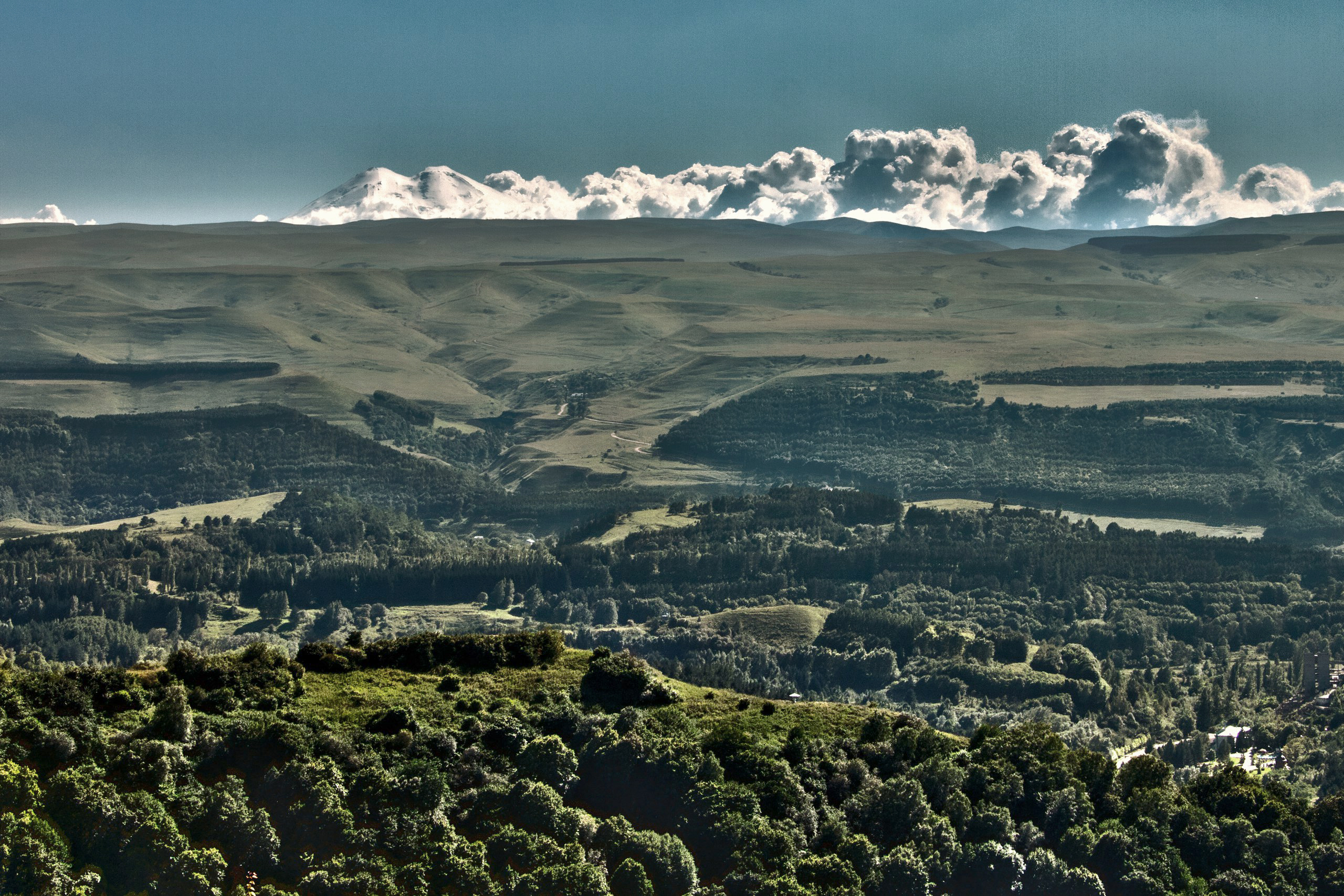
Widok z parku na Elbrus

## Opis
Park znajduje się w południowej i południowo-wschodniej części miasta Kisłowodzk, wzdłuż doliny rzeki Olchowka, na północnych zboczach Wielkiego Kaukazu (Dżinalskij chriebiet), na wysokości 800–1360 metrów nad poziomem morza. Zgodnie z rzeźbą terenu dzieli się na park dolny, środkowy i górski.

## Flora i fauna

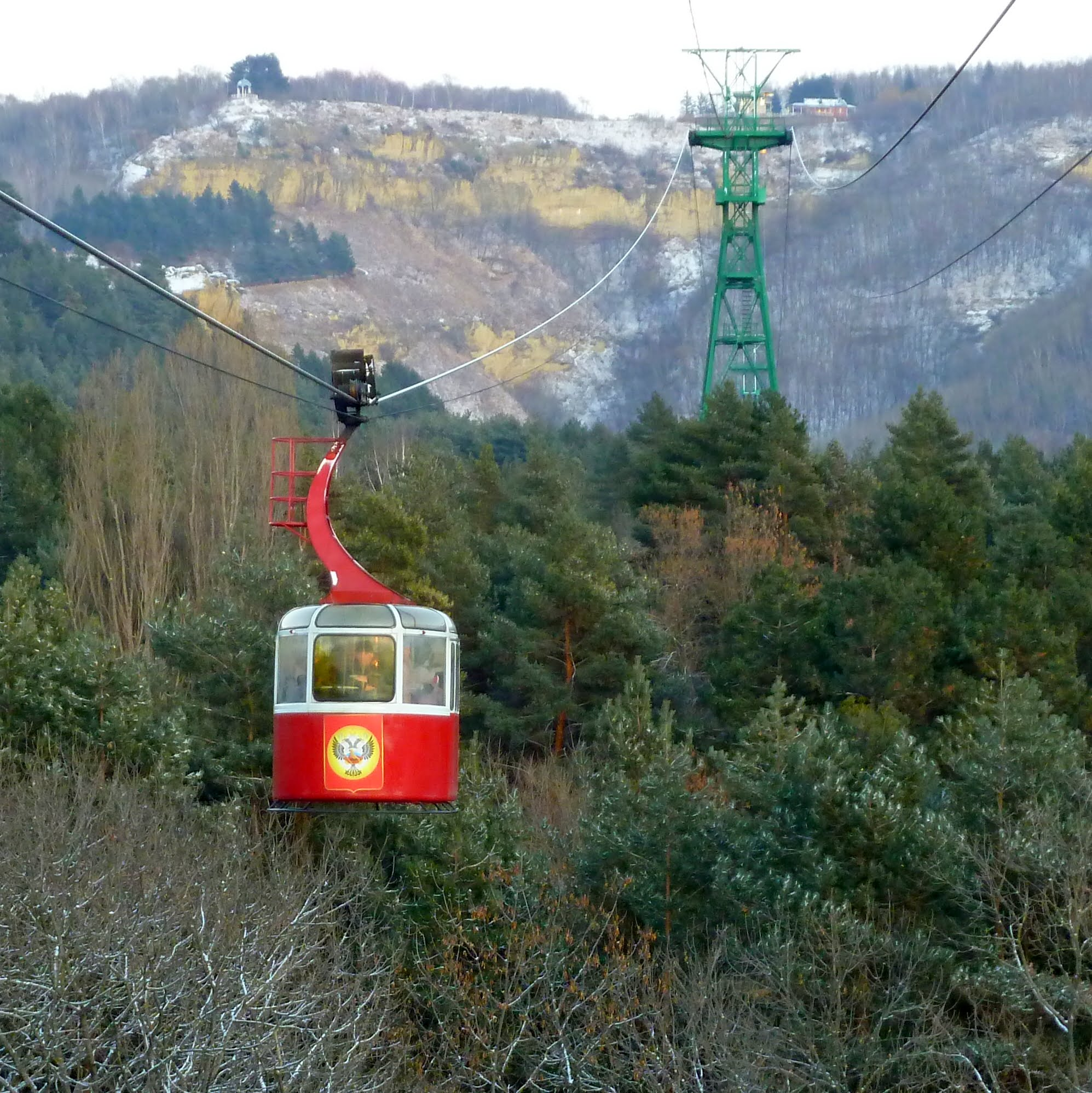
Kolejka linowa w parku

Większość parku zajmują sztuczne nasadzenia. Rośnie tutaj 250 gatunków drzew i krzewów, a także ponad 900 gatunków roślin zielnych. Są to np. cis pospolity, brzoza Raddego, różanecznik żółty, kosaciec niski, storczyk cuchnący i podkolan zielonawy.
Żyje tu 5 gatunków płazów, 9 gatunków gadów, 217 gatunków ptaków i 39 gatunków ssaków, m.in. orzeł przedni, sęp kasztanowaty, ścierwnik, orłosęp, sokół wędrowny, puchacz zwyczajny, pomurnik, nocek wschodni i nocek orzęsiony.